# Łozowa (obwód tarnopolski)
Łozowa – wieś w rejonie tarnopolskim obwodu tarnopolskiego. W II Rzeczypospolitej miejscowość była siedzibą gminy wiejskiej Łozowa w powiecie tarnopolskim województwa tarnopolskiego. Położona nad rzeką Hniezdeczna. Wieś liczy 649 mieszkańców.
Znajduje tu się przystanek kolejowy Łozowa, położony na linii Szepetówka – Tarnopol.

## Historia
W XIX i na początku XX wieku dobra Łozowa należały do rodziny Fedorowiczów herbu Oginiec, najpierw do Adriana (1818-1856) później jego syna Tadeusza (1849-1919).
W nocy z 28 na 29 grudnia 1944 roku sotnia „Burłaky” Ukraińskiej Powstańczej Armii zamordowała w Łozowej ponad 100 Polaków i Ukraińców.